# Медаль «За героизм» (Израиль)
Медаль «За героизм» (ивр. עיטור הגבורה‎, Итур ха-Гвура) — высшая военная награда Израиля.
Учреждена Кнессетом в 1970 году, согласно закону были произведены награждения за действия до 1970 года; медаль также была вручена всем лицам, получившим звание Герой Израиля.
Всего медалью награждены 40 человек: 12 за действия во время Войны за независимость, 4 за Синайскую кампанию, 12 за Шестидневную войну, 1 за Войну на истощение, 8 за Войну Судного дня, 3 за операции возмездия. Последнее награждение было произведено в 1975 году за действия во время Войны Судного дня. 16 награждений было произведено посмертно.
Награждение медалью производится Министром обороны по представлению начальника Генерального штаба.

## Дизайн
Дизайн медали разработан художником Даном Райзингером (ивр. דן ריזינגר‎), лауреатом Премии Израиля. Медаль имеет форму Звезды Давида, на лицевой стороне изображены меч и ветвь оливы. Медаль крепится к ленте жёлтого цвета, по ассоциации с жёлтыми шестиконечными звёздами, которые евреи были вынуждены носить во времена Холокоста.
Для ношения на повседневной форме введена колодка цвета ленты медали. При повторном награждении вместо второй медали на колодке или на ленте носится знак, представляющий миниатюрную копию медали.
Медаль изготавливается Государственной компанией монет и медалей из серебра 935 пробы, вес медали — 25 грамм.